# Focal adhesion kinase
Pour les articles homonymes, voir FAK.
La Focal Adhesion Kinase (FAK) est une protéine dite ubiquitaire, c'est-à-dire qu'on la retrouve dans presque tous les types cellulaires au niveau du complexe d'adhésion cellulaire, dans le cytoplasme. Elle appartient à la famille des kinases.
Elle peut être activée par les intégrines de la membrane plasmique, par des facteurs de croissance ou par des hormones. Lors de son activation, il y a libération d'un site de grande affinité pour des protéines de la famille des Src. Ces protéines vont se fixer à ce site et vont être phosphorylées, c'est-à-dire qu'elles vont être activées. Cela entraîne une cascade de phosphorylations dans la voie de la signalisation cellulaire, l'activation de certains facteurs de transcription qui vont réguler le mécanisme de la survie cellulaire tels que la migration et la prolifération cellulaire, donc une anomalie de la protéine FAK favorise le développement tumoral et son invasion. Nous avons en effet constaté que la présence de FAK était très élevée au niveau des cellules cancéreuses. Elle est donc le sujet de multiples études réalisées pour la recherche contre le cancer.

## Description
La focal adhesion kinase se retrouve dans le cytoplasme des cellules au niveau du complexe d'adhérence, situé près des intégrines. Le gène codant cette protéine se situe sur le chromosome 8 humain. FAK possède un site de sumoylation sur la lysine 152, elle a un poids moléculaire de 125 kDa et elle ne possède pas de domaines sh2 ou sh3, ni de domaine transmembranaire.

## Domaines
La FAK possède trois domaines qui ne sont ni transmembranaire, ni de type domaine SH2 (en) ou domaine SH3 (en) :
- Le domaine amino-terminale de la protéine FAK possède une région que l'on nomme bande 4.1/ERM, qui est une séquence homologue à celles des protéines du groupe 4.1/ERM qui sont l'ezrine, la radixine et la moésine.
- Le domaine central lui, porte l'activité catalytique de la protéine.
- Le domaine carboxy-terminal, qui est riche en proline, possède une région que l'on nomme FAT pour Focal Adhesion Targeting.

## Famille
La protéine FAK fait partie de la famille des kinases de l'adhésion focale (en) qui sont des protéines riches en prolines et qui ne possèdent pas de récepteurs membranaires.
Les membres de cette famille sont :
- La protéine FAK (focal adhesion kinase)
- La protéine PTK2B (en) (protein tyrosine kinase 2 beta).

## Activation
La focal adhesion kinase peut être activée par des intégrines, par des facteurs de croissances ou par des hormones. Si la protéine est activée par des intégrines, alors le domaine carboxy-terminal va jouer un rôle très important puisque sa région FAT (focal adhesion targeting) va localiser le complexe de l'adhérence focale en reconnaissant la liaison entre la taline et la paxilline, deux protéines faisant partie de ce complexe, et FAK va se lier à la paxilline, donc au complexe. La taline est le médiateur de l'activation de FAK par les intégrines. Elle permet aussi d’interagir avec les filaments d'actine, nécessaire à l'activation de FAK. On sait que des filaments d'actines anormaux empêchent l'activation de FAK.
Si FAK est activé par des facteurs de croissance, alors c'est le domaine amino-terminal qui aura un rôle plus important parce que la région bande4.1/ERM permet la liaison de FAK aux récepteurs des facteurs de croissance puisque FAK ne possède pas de récepteurs membranaires.
Une fois que la focal adhesion kinase est activée, il y a une autophosphorylation du résidu de tyrosine 397. Cette phosphorylation libère un site de liaison ayant une forte affinité pour les protéines possédant un domaine SH2, donc pour les kinases des Src. Ces protéines, dont Fyn et C-Src, vont à leur tour être phosphorylées sur ce site et une fois activées, elles vont phosphoryler d'autres protéines, ce qui entraîne une cascade de phosphorylation qui active la voie de Jnk, la voie de Erk et la voie de la pI-3kinase. Ces trois voies vont agir au niveau du noyau de la cellule et vont activer des facteurs de transcriptions qui régulent des processus vitaux tel que la prolifération et la migration cellulaire, donc la survie de la cellule.

## Régulation
Premièrement, la protéine FRNK (FAK related non kinase) fait le premier mécanisme de régulation. Cette protéine possède elle aussi une région FAT (focal adhesion targeting) qui fait en sorte que ces deux protéines entrent l'une et l'autre en compétition pour intégrer le complexe de l'adhérence focale. Si FRNK réussit à intégrer le complexe, la migration cellulaire diminue. Au contraire, si FAK intègre le complexe, la migration cellulaire se voit augmentée. Ensuite, il y a aussi P-TEN (phosphatase and tensin homolog deleted on chromosome ten), un lipide phosphatase qui a des propriétés suppresseur de tumeur, régule aussi la protéine FAK. Par sa propriété phosphatase protéique, P-TEN va empêcher l'interaction de FAK avec la PI-3kinase en déphosphorylant FAK et par sa propriété phosphatase lipidique, elle dégrade les produits de la PI-3kinase, dont la phosphatidylinositol triphosphate. En inhibant les signaux de la PI-3kinase, il y a perte de contact de la cellule avec la matrice extra cellulaire par les intégrines et il s'ensuit la mort cellulaire. Donc, la FRNK régule la migration cellulaire et P-TEN l'apoptose. Grâce à l'activation des voies de Erk et de Jnk par la protéine FAK, il y a un passage plus rapide de la phase G1 en phase S du cycle cellulaire, donc la vitesse de prolifération cellulaire se voit augmentée. De plus, on a démontré que les protéines STAT et STAT-1, une fois liées à la matrice extra cellulaire, pouvaient être activées par la protéine FAK et ceci limiterait l'adhérence cellulaire. Donc, STAT et STAT-1 influenceraient la migration cellulaire.
L'ostéopontine va également induire une phosphorylation du FAK avec augmentation de l'activité de cette dernière, ce qui favorise la migration des cellules endothéliales.

## Rôles
Elle intervient dans la mobilité cellulaire. Elle augmente l'activité de la cadhérine N, favorisant la prolifération cellulaire. Elle régule l'expression du SKP2 intervenant également dans la multiplication des cellules musculaires lisses.

## Pathologie
À cause de son rôle dans la migration et la prolifération cellulaire, FAK pourrait jouer un rôle dans le développement de cancer. On sait que cette protéine est particulièrement augmentée dans des cancers du sein, de la prostate, du côlon, de la glande thyroïde, du mésenchyme et des ovaires. On soupçonne aussi FAK de participer à la formation de métastases par la migration cellulaire. Certains facteurs de croissance, comme l'EGF (epidermal growth factor), peuvent stimuler la déphosphorylation de FAK au lieu de l'activer. Cette désactivation occasionnerait une perte de l'adhérence et une augmentation de la migration cellulaire. En bref, l'EGF (epidermal growth factor), en déphosphorylant FAK, favoriserait l'invasion tumorale.